# Bazeilles
Bazeilles és un municipi francès situat al departament de les Ardenes i a la regió del Gran Est. L'any 2007 tenia 1.976 habitants.

## Demografia

### Població
El 2007 la població de fet de Bazeilles era de 1.976 persones. Hi havia 780 famílies de les quals 256 eren unipersonals (100 homes vivint sols i 156 dones vivint soles), 244 parelles sense fills, 212 parelles amb fills i 68 famílies monoparentals amb fills.
La població ha evolucionat segons el següent gràfic:
Habitants censats

### Habitatges
El 2007 hi havia 836 habitatges, 795 eren l'habitatge principal de la família, 3 eren segones residències i 38 estaven desocupats. 637 eren cases i 182 eren apartaments. Dels 795 habitatges principals, 475 estaven ocupats pels seus propietaris, 303 estaven llogats i ocupats pels llogaters i 17 estaven cedits a títol gratuït; 88 tenien una cambra, 42 en tenien dues, 107 en tenien tres, 216 en tenien quatre i 342 en tenien cinc o més. 497 habitatges disposaven pel capbaix d'una plaça de pàrquing. A 371 habitatges hi havia un automòbil i a 298 n'hi havia dos o més.

### Piràmide de població
La piràmide de població per edats i sexe el 2009 era:
| Homes | Edats   | Dones |
| ----- | ------- | ----- |
| 0     | 95 o +  | 12    |
| 0     | 90 a 94 | 24    |
| 0     | 85 a 89 | 16    |
| 4     | 80 a 84 | 0     |
| 16    | 75 a 79 | 36    |
| 20    | 70 a 74 | 36    |
| 32    | 65 a 69 | 36    |
| 68    | 60 a 64 | 44    |
| 48    | 55 a 59 | 52    |
| 64    | 50 a 54 | 84    |
| 60    | 45 a 49 | 68    |
| 68    | 40 a 44 | 48    |
| 80    | 35 a 39 | 80    |
| 56    | 30 a 34 | 48    |
| 36    | 25 a 29 | 48    |
| 68    | 20 a 24 | 56    |
| 104   | 15 a 19 | 76    |
| 64    | 10 a 14 | 84    |
| 76    | 5 a 9   | 84    |
| 64    | 0 a 4   | 44    |

## Economia
El 2007 la població en edat de treballar era de 1.375 persones, 788 eren actives i 587 eren inactives. De les 788 persones actives 706 estaven ocupades (378 homes i 328 dones) i 82 estaven aturades (42 homes i 40 dones). De les 587 persones inactives 124 estaven jubilades, 334 estaven estudiant i 129 estaven classificades com a «altres inactius».

### Ingressos
El 2009 a Bazeilles hi havia 705 unitats fiscals que integraven 1.760 persones, la mediana anual d'ingressos fiscals per persona era de 17.551,5 €.

### Activitats econòmiques
Dels 106 establiments que hi havia el 2007, 3 eren d'empreses alimentàries, 3 d'empreses de fabricació de material elèctric, 1 d'una empresa de fabricació d'elements pel transport, 16 d'empreses de fabricació d'altres productes industrials, 10 d'empreses de construcció, 19 d'empreses de comerç i reparació d'automòbils, 6 d'empreses de transport, 11 d'empreses d'hostatgeria i restauració, 6 d'empreses financeres, 3 d'empreses immobiliàries, 9 d'empreses de serveis, 9 d'entitats de l'administració pública i 10 d'empreses classificades com a «altres activitats de serveis».
Dels 28 establiments de servei als particulars que hi havia el 2009, 1 era una oficina de correu, 4 tallers de reparació d'automòbils i de material agrícola, 1 autoescola, 1 paleta, 2 guixaires pintors, 2 fusteries, 2 lampisteries, 2 electricistes, 4 perruqueries, 1 veterinari, 7 restaurants i 1 agència immobiliària.
Dels 8 establiments comercials que hi havia el 2009, 1 era, 2 fleques, 1 una peixateria, 1 una llibreria, 1 una botiga d'equipament de la llar, 1 una sabateria i 1 una joieria.
L'any 2000 a Bazeilles hi havia 5 explotacions agrícoles.

## Equipaments sanitaris i escolars
El 2009 hi havia 1 farmàcia i 1 ambulància.
El 2009 hi havia una escola elemental. Bazeilles disposava d'un liceu d'ensenyament general amb 776 alumnes.

## Poblacions properes
El següent diagrama mostra les poblacions més properes.